# 富士通ミッションクリティカルシステムズ
株式会社富士通ミッションクリティカルシステムズ（ふじつうミッションクリティカルシステムズ、英: FUJITSU MISSION CRITICAL SYSTEMS LIMITED ）は、かつて存在した富士通グループのシステムインテグレーター（メーカー系）。略称はFMCS。神奈川県横浜市神奈川区に本社を置いていた。

## 概要
銀行などの金融機関や官公庁向けシステムなど、公共性・社会性の高いミッションクリティカルシステムの開発を得意としていた。
2013年10月に株式会社富士通アドバンストソリューションズが株式会社富士通ミッションクリティカルシステムズ（初代）を吸収合併し、商号変更して株式会社富士通ミッションクリティカルシステムズ（2代）となった。
2016年11月に株式会社富士通システムズ・ウエスト、株式会社富士通システムズ・イーストとともに、富士通に吸収合併され解散した。

## 沿革

### 富士通アドバンストソリューションズ時代
- 1982年8月 - 株式会社富士通金融システムエンジニアリングが設立
- 1984年9月 - 株式会社富士通金融情報システムズ、株式会社富士通ソーシアルシステムエンジニアリング（略称：FSS）が設立
- 1991年10月 - 富士通金融システムエンジニアリングと富士通金融情報システムズが合併し、株式会社富士通金融システムズとなる
- 1993年9月 - 富士通ソーシアルシステムエンジニアリングが富士通情報通信システムズ（1989年3月設立）の一部を吸収
- 1999年4月 - 富士通エフエスオー株式会社が設立
- 2000年10月 - 富士通金融システムズと富士通ソーシアルシステムエンジニアリングが合併し、株式会社富士通アドバンストソリューションズとなる
- 2009年7月 - 富士通アドバンストソリューションズが富士通エフエスオーを合併

### 富士通ミッションクリティカルシステムズ（初代）
- 2007年6月 - 株式会社富士通ミッションクリティカルシステムズ（旧会社）が設立

### 富士通ミッションクリティカルシステムズ（2代）
- 2013年10月1日 - 富士通アドバンストソリューションズが富士通ミッションクリティカルシステムズを吸収合併し、株式会社富士通ミッションクリティカルシステムズに商号変更
- 2016年11月1日 - 富士通システムズ・イースト、富士通システムズ・ウエストとともに富士通へ簡易吸収合併され、解散[1]。